# Annett Louisan
Annett Louisan, tên thật Annett Päge, sinh ngày 2 tháng 4 năm 1977 tại Havelberg, là một ca sĩ người Đức. Cô sống phần lớn thời gian với gia đình ở Hamburg. Louisan là tên trên sân khấu của cô, thừa hưởng từ tên bà ngoại, Louise. Vào năm 2004, Annett cưới Gazi Isikatli, một sinh viên thương mại người Thổ Nhĩ Kỳ. Anbom đầu tay của cô là Bohème, đã trụ trong bảng xếp hạng nước Đức gần 1 năm, với vị trí thứ 3.
Anbom đã phát hành:
- 2004: Bohème
- 2005: Unausgesprochen
- 2006: Unausgesprochen (Live-DVD)

Đĩa đơn phát hành:
- 2004: Das Spiel
- 2005: Das Gefühl
- 2005: Das große Erwachen (... und jetzt...)
- 2006: Eve
- 2006: Wer bin ich wirklich